# Motor Car Company of America
Motor Car Company of America war ein US-amerikanischer Hersteller von Automobilen.

## Unternehmensgeschichte
Das Unternehmen hatte seinen Sitz am Broadway 2100 in Manhattan, einem Stadtteil von New York City. Es stellte im Jahre 1911 einige Automobile her, die als America vermarktet wurden. Wenig später übernahm die W. H. McIntyre Company das Unternehmen und setzte die Produktion unter eigenem Markennamen fort.

## Fahrzeuge
Das einzige Modell 40 erhielt seinen Namen nach der Motorleistung von 40 PS. Der Motor war ein Vierzylindermotor. Der Radstand betrug 300 cm.  Erhältlich waren ein zweisitziger Roadster, ein viersitziger Torpedo, ein fünfsitziger Tourenwagen sowie ein ebenfalls fünfsitziges Landaulet.